# Kentaro Yoshida
Kentaro Yoshida (født 5. oktober 1980) er en tidligere japansk fodboldspiller.
Han har spillet for flere forskellige klubber i sin karriere, herunder Kyoto Purple Sanga og Mito HollyHock.